# Референдум в Греции по финансовой политике
На референдуме в Греции по финансовой политике греки решали, следует ли правительству Греции принять фискальные меры, предложенные Европейским Союзом, Международным валютным фондом и Европейским центральным банком или нет. Референдум был предложен премьер-министром Алексисом Ципрасом утром 27 июня 2015 года, на следующий день поддержан парламентом Греции. Голосование состоялось 5 июля 2015 года.
Формулировка вопроса, вынесенного на референдум, была следующей: «Должен ли быть принят план соглашения (порядок выплаты долга, новое кредитование и комплекс мер экономии), представленный Европейской комиссией, европейским Центробанком и Международным валютным фондом?». Предлагается два варианта ответа: «ДА» (др.-греч. ΝΑΙ) и «НЕТ» (др.-греч. ΟΧΙ).
В результате референдума 61,31 процента проголосовавших выбрали ответ «НЕТ»; ответ «ДА» дали 38,69 %.

## Кампания

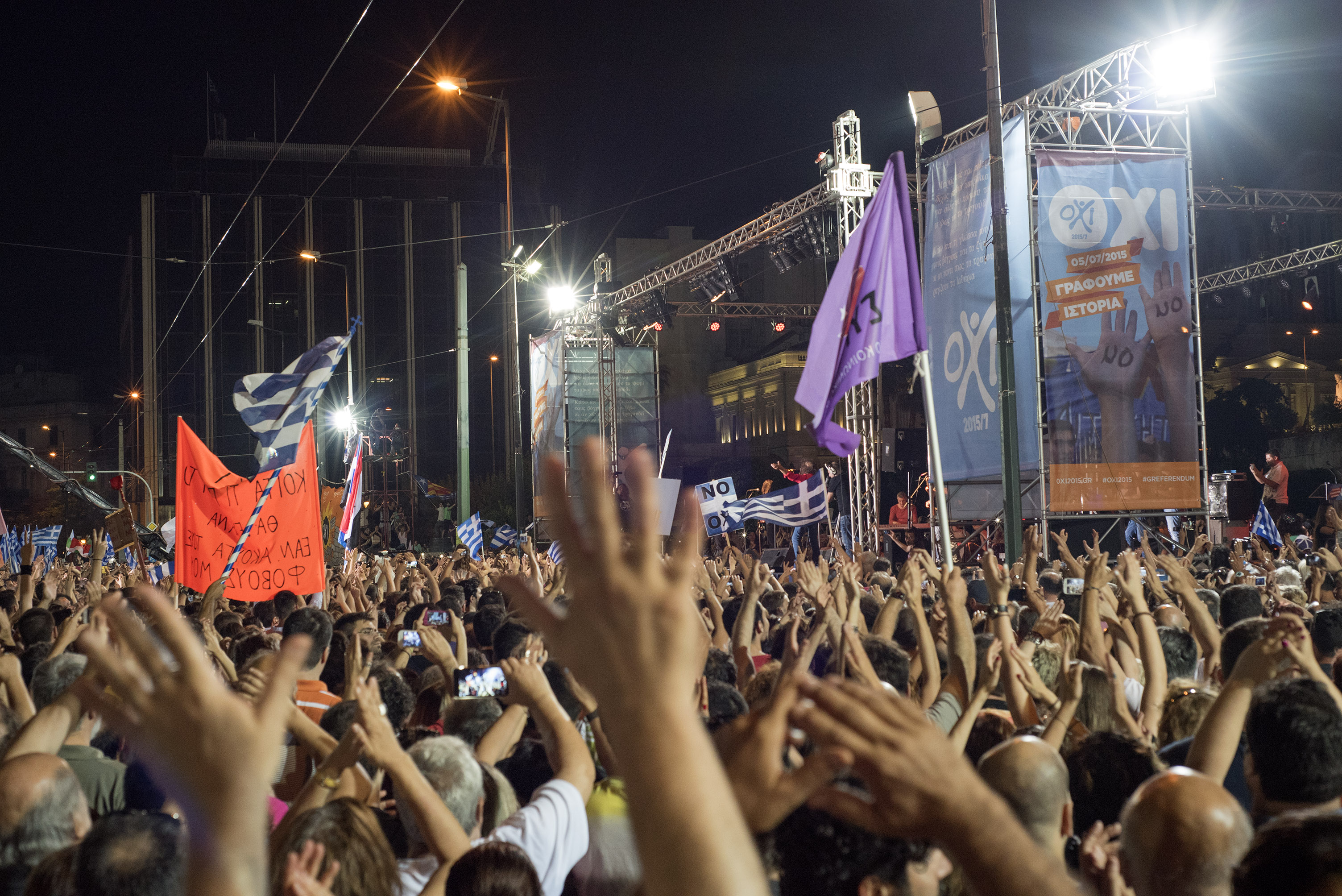
Демонстрация против фискальных мер, Афины, 3 июля

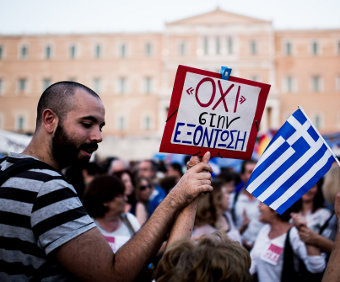
Грек, призывающий сказать «нет» ограничительным мерам

О проведении объявил премьер-министр Греции Алексис Ципрас рано утром 27 июня 2015 года. 28 июня парламент Греции поддержал предложение премьер-министра. 178 депутатов проголосовали за предложение (представители правящей коалиции, состоящей из СИРИЗЫ и «Независимых греков», а также депутаты от крайне правой «Золотой Зари»), 120 высказались против (парламентарии от партий «Новая демократия», «Река», ПАСОК и Коммунистической партии).
Премьер-министр Ципрас призвал греческий народ ответить «нет» на референдуме. После этого и другие министры четко поддержали премьер-министра. Партия ANEL, входящая в правящую коалицию, также призвала отдать голос за «нет». К тому же призвала ультраправая «Золотая заря». Непарламентские левые организации проводили активную кампанию за голосование «Нет» (за исключением анархистов, призывавших к бойкоту).
Евангелос Венизелос из ПАСОК, а также «Река» и «Новая демократия» заявили, что референдум является неконституционным, поскольку Конституция не предусматривает референдума по налоговым вопросам. Греческая конституция предусматривает две процедуры проведения референдума. Одна по «важным национальным вопросам» (первое предложение), а вторая по «законопроектам, принятым парламентом, регулирующие важные социальные вопросы, за исключением фискальных» (вторая статья). КПГ высказалась против обоих предложений, сказав, что будет пытаться изменить вопрос референдума, так чтобы люди могли голосовать не только против предложения учреждений, но также против предложения правительства Греции.
В СМИ утверждалось, что возможным следствием победы «нет» станет выход Греции из Еврозоны. Этого мнения придерживаются многие лидеры стран ЕС (в том числе Германии, Франции и Италии), а также председатель Европейской комиссии Жан-Клод Юнкер. Кроме того, директор-распорядитель Международного валютного фонда Кристин Лагард отметила, что референдум не будет иметь юридической силы, потому что программу помощи обязательно согласовать до 30 июня, а после этой даты предложение не будет действительным. Однако сторонники «нет» утверждают, что референдум не может привести к отказу от евро, пока Греция желает сохранить эту валюту. Алексис Ципрас в обращении к греческому народу 1 июля 2015 года заявил, что победа «нет» не означает раскол с Европой, а будет использована для давления на кредиторов с целью заключения более справедливого соглашения. Также греческие власти пригрозили использовать все доступные им правовые меры вплоть до обращения в Европейский суд справедливости, чтобы не допустить исключения Греции из зоны евро и остановить удушение греческой банковской системы.
29 июня в Афинах на площади Синтагма прошла массовая демонстрация, участники которой поддерживают действия правительства и выступают за отказ от подписания финансового плана, предложенного кредиторами. 30 июня за несколько часов до объявления Грецией дефолта из-за неспособности выплатить очередной транш Международному валютному фонду на площади Синтагма прошёл митинг сторонников подписания соглашения. Кроме призывов проголосовать «да» на референдуме, часть манифестантов держали плакаты с критикой премьер-министра Алексиса Ципраса и министра финансов Яниса Варуфакиса. Тем не менее, накануне референдума, 4 июля, демонстрация сторонников голосования против требований кредиторов на площади Синтагма стала одной из самых массовых в современной истории Греции.

## Опросы

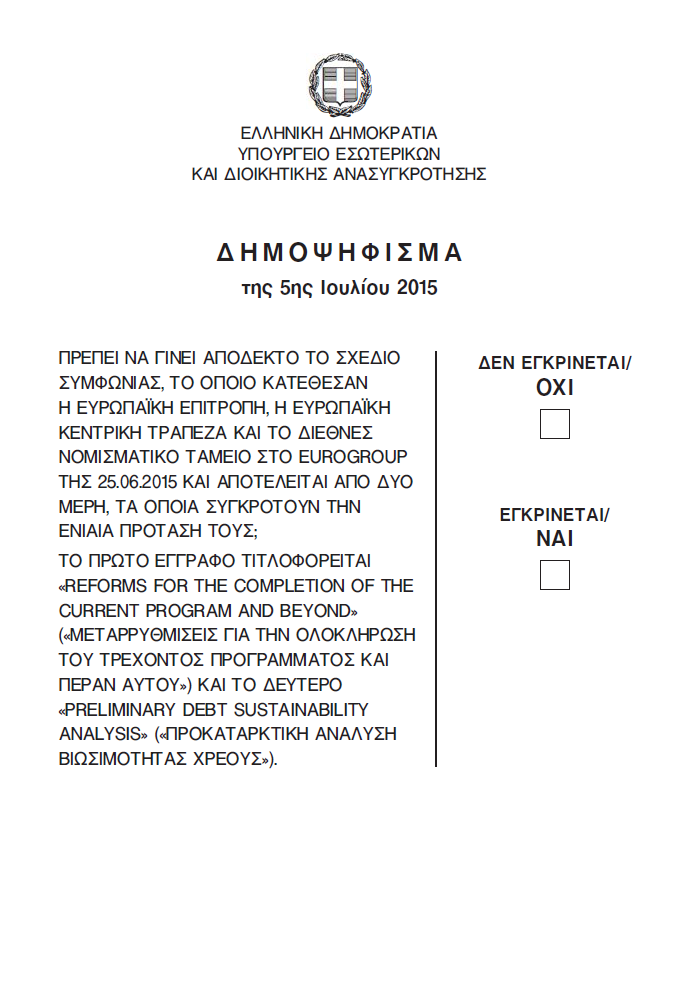
Бюллетень референдума

### Опросы, проведённые до назначения референдума
| Дата       | Источник | Да         | Нет           | Не знаю |      |      |
| ---------- | -------- | ---------- | ------------- | ------- | ---- | ---- |
| Дата       | Источник | 24—26 июня | Kapa Research | 47,2    | 33,0 | 19,8 |
| 24—26 июня | Alco     | 57,0       | 29,0          | 14,0    |      |      |

### Опросы, проведённые после назначения референдума
| Дата       | Источник                             | Да      | Нет             | Не знаю |      |      |
| ---------- | ------------------------------------ | ------- | --------------- | ------- | ---- | ---- |
| Дата       | Источник                             | 30 июня | Palmos Analysis | 37.0    | 51.5 | 11.5 |
| 30 июня    | GPO                                  | 47,1    | 43,2            | 9,6     |      |      |
| 29—30 июня | Focus Архивировано 1 июля 2015 года. | 37,0    | 40,2            | 22,8    |      |      |
| 28—30 июня | ProRata                              | 37,0    | 46,0            | 17,0    |      |      |
| 28—30 июня | ProRata                              | 30,0    | 57,0            | 13,0    |      |      |

## Результаты

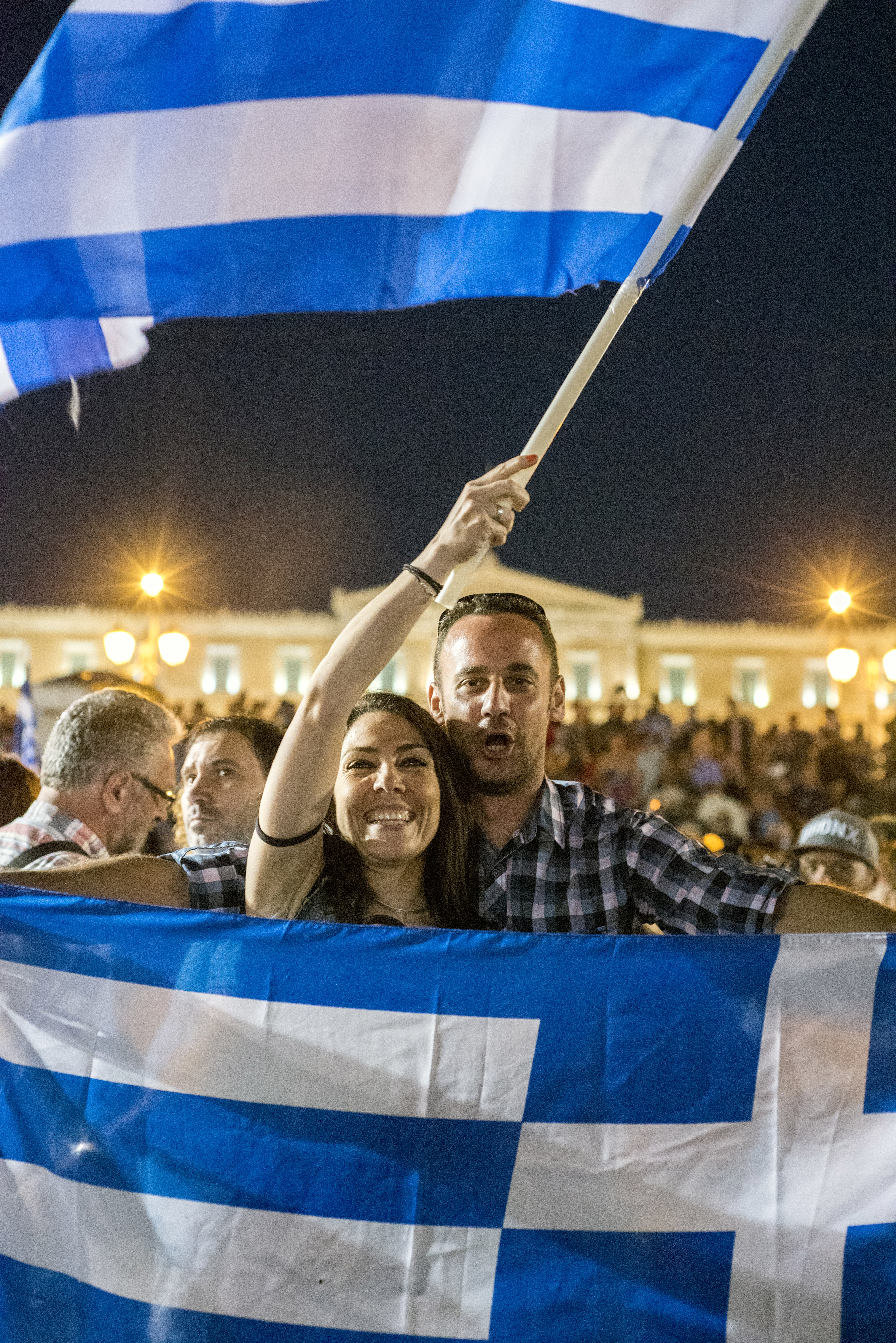
Греки празднуют результаты референдума на площади Синтагма

После подсчета всех голосов были оглашены окончательные результаты: «НЕТ» — 61,31 % ; «ДА» — 38,69 %.
После референдума правительство Греции провело очередные переговоры с кредиторами; однако результаты референдума, вопреки его ожиданиям, не стали дополнительным козырем, а, наоборот, ужесточили требования кредиторов, особенно правительства Германии. В итоге, Греции пришлось пойти на даже более широкие меры экономии, чем те, которые были отвергнуты населением в ходе голосования: повышение и уравнивание НДС, реформа пенсионной системы и повышение пенсионного возраста до 67 лет, сокращение субсидий, приватизация государственных активов (большая часть вырученных денег пойдет на рекапитализацию банков и выплату долгов).
Вместе с тем, провал сторонников голосования «да» на референдуме вызвал отставку лидера оппозиционной «Новой демократии» Самараса и затяжной кризис в стане противников правительства Ципраса.

## Мнения экономистов
Мнения экономистов перед референдумом разделились. Многие, включая нобелевских лауреатов Стиглица и Кругмана (а также других неокейнсианцев, таких как Тома Пикетти и Джеймс Гэлбрейт), считали, что голосование «нет» позволит Греции продолжить развитие. Несмотря на проблемы, которые принесёт «нет», они думали, что продолжение следования требованиям кредиторов ещё хуже. Другие, включая нобелевского лауреата Писсаридеса, придерживались обратной точки зрения: многие из них были согласны с первой группой в том, что продолжение политики сокращения расходов катастрофично, однако, по их мнению, голосование «за» позволило бы Греции удержаться на плаву и дало бы дополнительное время для переговоров с кредиторами.